# Gerbillus floweri
Gerbillus floweri es una especie de roedor de la familia Muridae.

## Distribución geográfica
Se encuentra principalmente en Egipto, Sinaí, al sur de El Arish. 